# Lejeunea syoshii
Lejeunea syoshii là một loài Rêu trong họ Lejeuneaceae. Loài này được Inoue mô tả khoa học đầu tiên năm 1977.